# بهشت (فیلم ۲۰۲۴)
بهشت (به انگلیسی: Eden) یک فیلم دلهره‌آور بقای آمریکایی محصول ۲۰۲۴ به کارگردانی ران هاوارد و نویسندگی نوآ پینک است. بازیگرانی چون آنا د آرماس، ونسا کربی، سیدنی سوئینی، جود لا، دانیل برول، فلیکس کامرر، توبی والاس و ریچارد راکسبرا در این فیلم به ایفای نقش می‌پردازند. این فیلم مبتنی بر داستان واقعی چند مهاجر اروپایی است که به ساحل فلوریانا می‌آیند.
این فیلم برای نخستین بار در جشنواره بین‌المللی فیلم تورنتو در ۷ سپتامبر ۲۰۲۴ به نمایش درآمد.

## زمینه داستان
گروهی از مردم جامعه و تمدن را رها می‌کنند تا به مجمع‌الجزایر گالاپاگوس سفر کنند و معنای زندگی را بیابند.

## بازیگران
- جود لا در نقش دکتر فردریش ریتر
- ونسا کربی در نقش دورا استراچ ریتر
- دانیل برول در نقش هاینز ویتمر
- سیدنی سوئینی در نقش مارگرت ویتمر
- جاناتان تیتل در نقش هری ویتمر[۲]
- آنا د آرماس در نقش الویز بوسکت د واگنر ورهورن
- ریچارد راکسبرا
- فلیکس کامرر
- توبی والاس
- پل گلیسون
- ایگناسیو گاسپارینی
- نیکلاس دنتون

## تولید

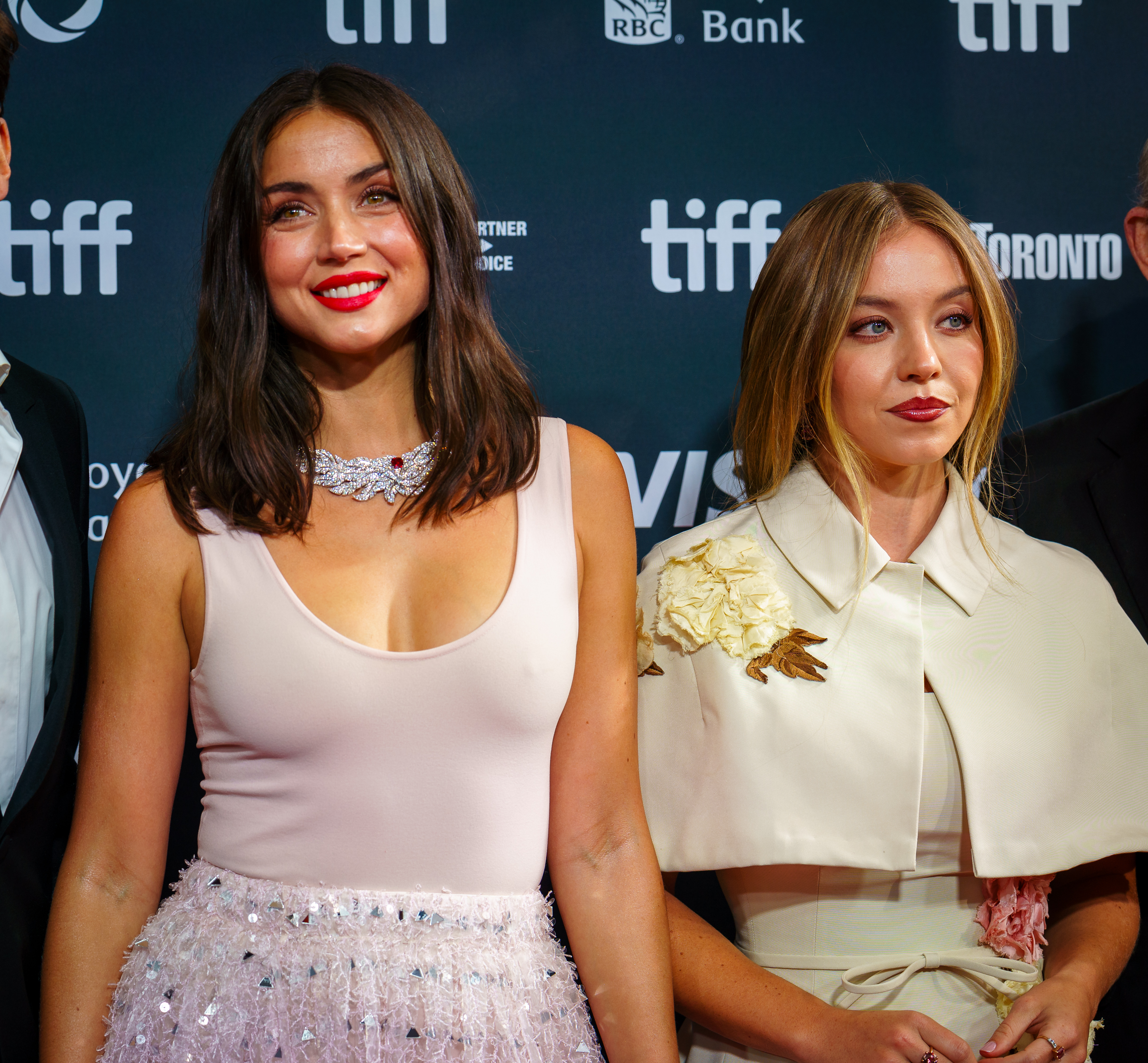
آنا د آرماس و سیدنی سوئینی در جشنواره بین‌المللی فیلم تورنتو ۲۰۲۴

### انتخاب بازیگر
در اکتبر سال ۲۰۲۲ اعلام شد که ران هاوارد این فیلم را که در آن زمان منشأ گونه‌ها نام داشت، به عنوان تلاش کارگردانی بعدی‌اش انتخاب کرده و مراحل انتخاب بازیگران و جستجوی لوکیشن را آغاز کرده است. در مه ۲۰۲۳، آنا د آرماس، جود لا، آلیسیا ویکاندر و دانیل برول، با دیزی ادگار جونز در حال مذاکره بودند. پس از حصول توافق موقت با صنف، فرایند انتخاب بازیگر در طول اعتصابات ۲۰۲۳ سگ-افترا از سر گرفته شد. در نوامبر، عنوان فیلم به Eden تغییر یافت، و ونسا کربی و سیدنی سوئینی به ترتیب جایگزین ویکاندر و ادگار جونز شدند و هانس زیمر قرار شد موسیقی متن را بسازد. ادگار جونز در نتیجه اعتصاب SAG-AFTRA مجبور به ترک شد، زیرا باید تعهد خود را به گردبادها حفظ می‌کرد، که در نتیجه اعتصاب مجبور به توقف تولید شد. در دسامبر ۲۰۲۳، اعلام شد که ریچارد راکسبرا، فلیکس کامرر، توبی والاس، پل گلیسون و ایگناسیو گاسپارینی به بازیگران پیوستند.

### فیلمبرداری
انتظار می‌رفت فیلمبرداری در نوامبر ۲۰۲۳ آغاز شود و تولید در کوئینزلند، استرالیا و یک واحد کوچک در جزایر گالاپاگوس فیلمبرداری شود. فیلمبرداری در ۲۷ نوامبر ۲۰۲۳ در گلد کوست استرالیا آغاز شد.

## انتشار
این فیلم برای نخستین بار در جشنواره بین‌المللی فیلم تورنتو در ۷ سپتامبر ۲۰۲۴ به نمایش درآمد. در مه ۲۰۲۴، استودیو ای‌جی‌سی در مارشه دو فیلم حقوق توزیع فیلم برای چندین منطقه بین‌المللی را به آمازون پرایم ویدئو فروخت.

## بازخورد
در وبگاه جمع‌آوری نقد راتن تومیتوز، ٪۶۵ از ۲۶ بررسی منتقدان مثبت است، و میانگینِ امتیاز آن ۶٫۵/۱۰ است. این فیلم در متاکریتیک که از میانگین وزنی استفاده می‌کند، بر اساس نظر ۱۳ منتقدین امتیاز ۶۰ از ۱۰۰ را کسب کرده که نشان‌گر «نقدهای مختلط یا متوسط» است.